# 丹生川上神社下社
丹生川上神社下社（にうかわかみじんじゃしもしゃ）は、奈良県吉野郡下市町長谷（ながたに）にある神社。式内社（名神大社）および二十二社（下八社）の論社。旧社格は官幣大社で、現在は神社本庁の別表神社。
社名は川上村の丹生川上神社上社に対するものである。

## 祭神
- 闇龗神 （くらおかみのかみ）

以前は高龗神であったが、大正時代に祭神の変更があり、現在の祭神となった。なお、祭神は「丹生大明神」で、丹生都比売神社（和歌山県伊都郡かつらぎ町）の祭神である丹生都比売神のことであるとする説もある。

## 歴史
上古の由緒は不詳で、土地の古老の伝えに、丹生社の鳥居が洪水によって流されてきたので、それを拾って神体として祀ったのが創祀であるというが、当神社背後の丹生山山頂に、祭祀遺跡と思しき矩形の石群があること、また、社前を流れる丹生川流域には丹生神社が点在すること、かつては付近に、御酒井・五色井・吹分井・御食井・祈願井・御手洗井・罔象女井・降臨井・鍛人井といった多くの井戸が湧出していたことなどから、古くからの水神信仰があった可能性もある。
江戸時代前期以降、式内社の所在地についての考証が盛んになると、「式内大社 丹生川上神社」については当時「丹生大明神」と称していた当神社に比定する説が有力となった。その後、朝廷や幕府においてもこれを認めるようになり、宝永7年（1710年）に中御門天皇の勅使が差遣されたのを始め、時には祈雨の奉幣がなされ、また嘉永6年（1853年）に黒船が来航すると、翌7年に孝明天皇が当神社に宣旨を下して国家安泰を祈願し、文久2年（1862年）には攘夷を祈願するなど、二十二社の1社として遇された。文久3年（1863年）、天誅組の蜂起が起きると、橋本若狭や中井越前という当神社社家の者がこれに参画したため、討伐軍の兵火により本殿が罹災するとともに、拝殿や社務所などが焼失した。
明治4年（1871年）に、官幣大社に列したが、同6年に、当時の少宮司江藤正澄が、当神社の鎮座地は寛平7年（895年）の太政官符（『類聚三代格』所引）「応禁制大和国丹生川上雨師神社界地事」に記す丹生川上神社の四至境域に合致しないことを指摘して、当時の高龗神社（現上社）を式内丹生川上神社に比定し、翌明治7年には当神社を「口の宮」と称すとともに、高龗神社を「奥の宮」と称してこれを所轄するようになった。その後江藤説が認められて、明治29年（1896年）に当神社を「丹生川上神社下社」、奥の宮を「同上社」と改称し、2社を合わせて「官幣大社丹生川上神社」とされた。
だが、大正4年（1915年） 、現・中社のある東吉野村出身の森口奈良吉が『丹生川上神社考』を著して、蟻通神社（現丹生川上神社（中社））＝丹生川上社説を唱え、これが受け入れられたため、同11年（1922年）10月12日内務省告示で「郷社丹生川上神社、奈良県吉野郡小川村鎮座、祭神罔象女神。右官幣大社丹生川上神社中社ト定メラルル旨被仰出」とされ、上社・下社は中社に包括される形で、改めて3社を合わせて「官幣大社丹生川上神社」とされ、当神社祭神も高龗神から闇龗神に改められた。
第二次大戦後の昭和27年（1952年）に独立し、現在は神社本庁に属して、その別表神社とされている。

### 神職
明治5年（1872年）までは、「公文所」や「社人」と称する世襲神職（社家）があった。社記によると、その起源は文明年間（1469-87年）に遡ると伝えるが、近世においては橋本・乾・河（川）合・中井・向井・今西の6家（本姓が川上のため「川上六家」と称された）が奉仕してきた。官制時代に社職を離れたが、子孫の家はその後も「神事係」として当神社に関わっている。

## 境内
- 社殿

本殿は三間社流造で、棟に千木・鰹木を置く。文久3年の天誅組討伐の兵火に罹ったために、明治18年（1885年）に修築されたもの。本殿から屋根を架した70段あまりの木階を下った場所に建つ拝殿は、正面5間側面2間の入母屋造平入で、同じく天誅組事件で灰燼に帰したため、明治34年になって復建された。なお、社殿はいずれも近年の葺替えで銅板葺とされた。
- 神馬 - 社伝によると、かつて朝廷より、雨を祈るときには「黒馬」を、晴れを祈るときには「白馬」が奉納された。この水神信仰が絵馬発祥の起源と伝わり、京都の貴船神社へと受け継がれていったとされる[2]。室町時代には神馬献上祭は途絶えていたが、近年水害が多いことから、復興を願い2012年（平成24年）に約600年ぶりに神馬献上祭が行われた[2]。
- 牛石・蛙石 - 牛石は、形状が牛に似ていることから、いつの頃からか牛石とよばれるようになった。大正天皇の御大典の奉祝記念で丹生区の若者たちが丹生川より人力のみで引き上げ奉納したもの[3]。蛙石は、蛙が立ち上がった形状ににていることから蛙石と名付けられた[4]。牛は、じっくりと粘り強く歩むことから、人生や商売も牛歩のようにあれとの意味に対して、蛙は瞬時に物を捉える瞬発力を持っていることから、牛の静と蛙の動の対照的な性格を持つ石を並べ置いている[4]。
- 産霊石（むすびいし） - 男根と女陰の御神体が重なり合い、石のそこに約10センチメートルほどの深い穴が空いている。当社に参拝し子宝に恵まれた信者が、当社前を流れる丹生川で禊をしたときに川底にあった石を奉納したもの[5]。
- 御食の井（みけのい） - 御神水「いのちの水」

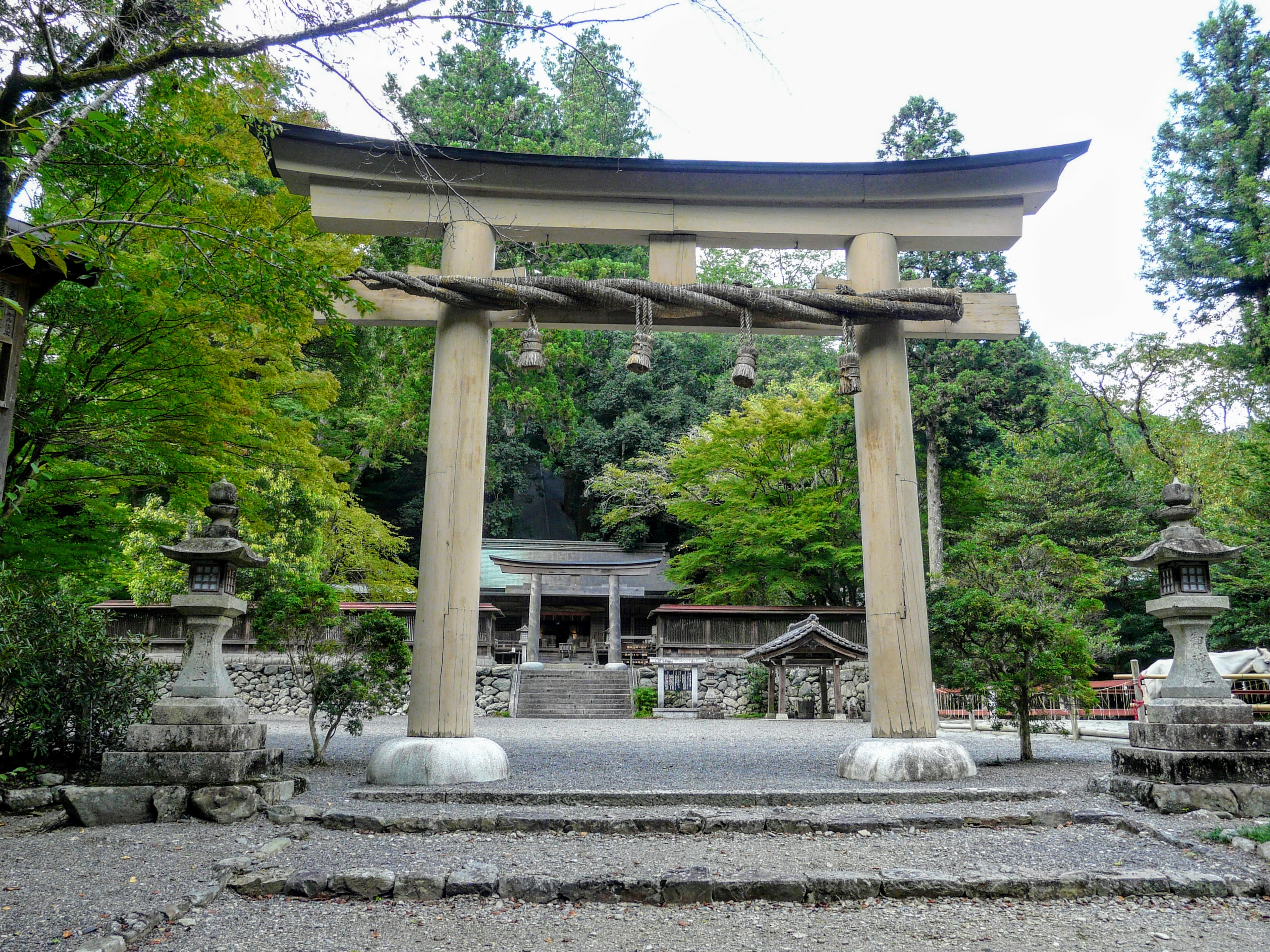
境内入り口の大鳥居
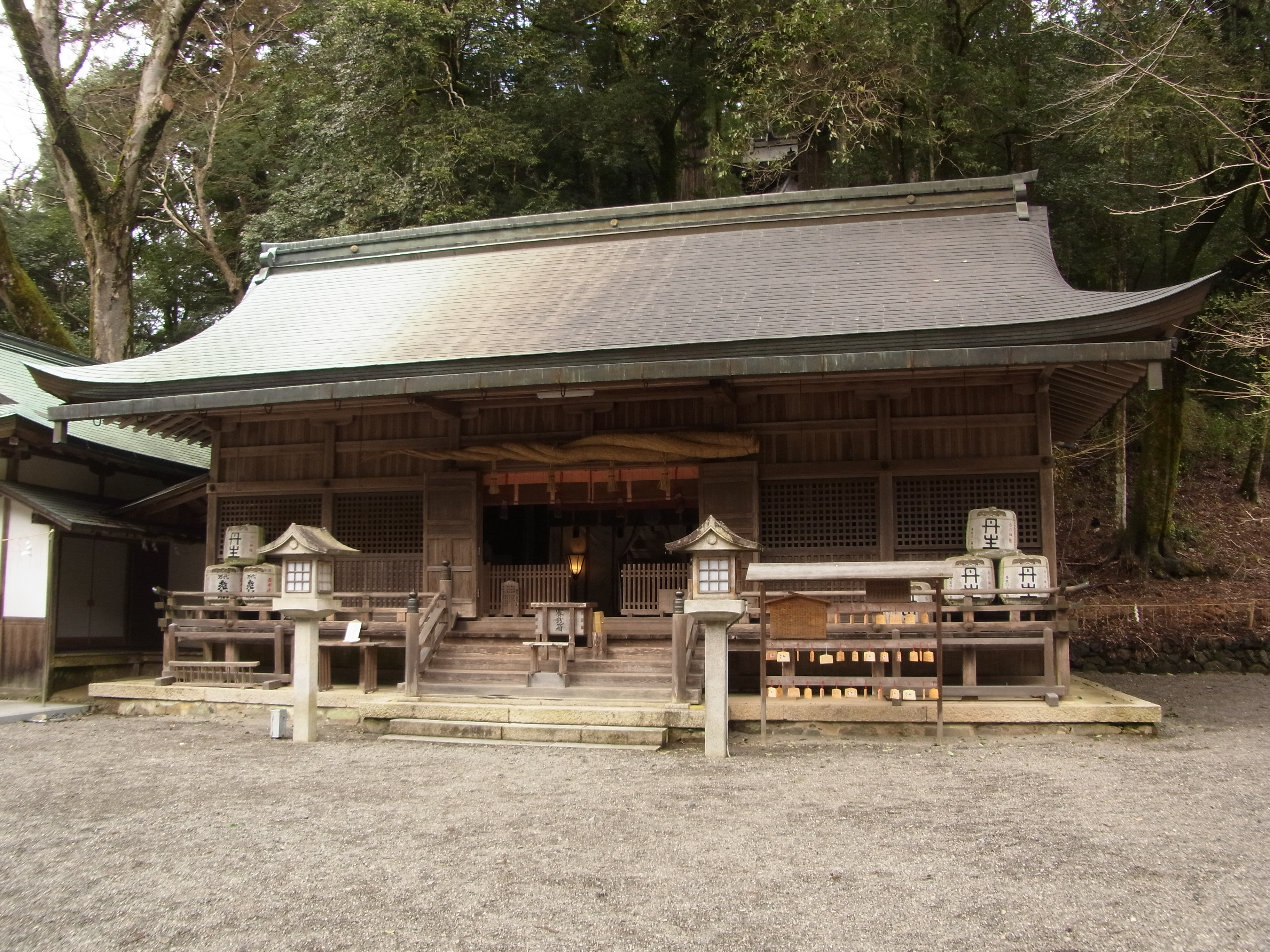
拝殿
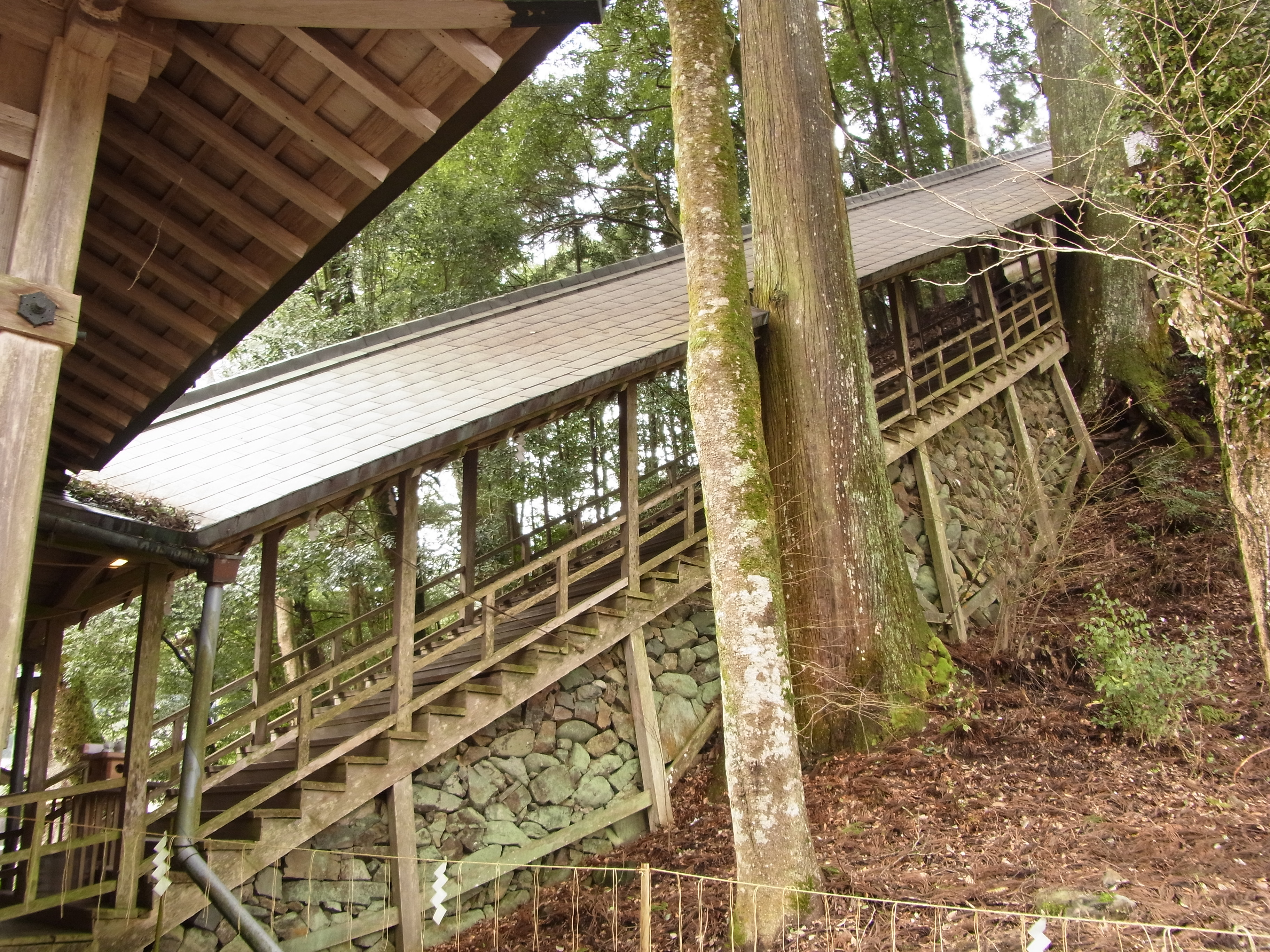
拝殿と本殿を繋ぐ75段の屋根付き階（きざはし）
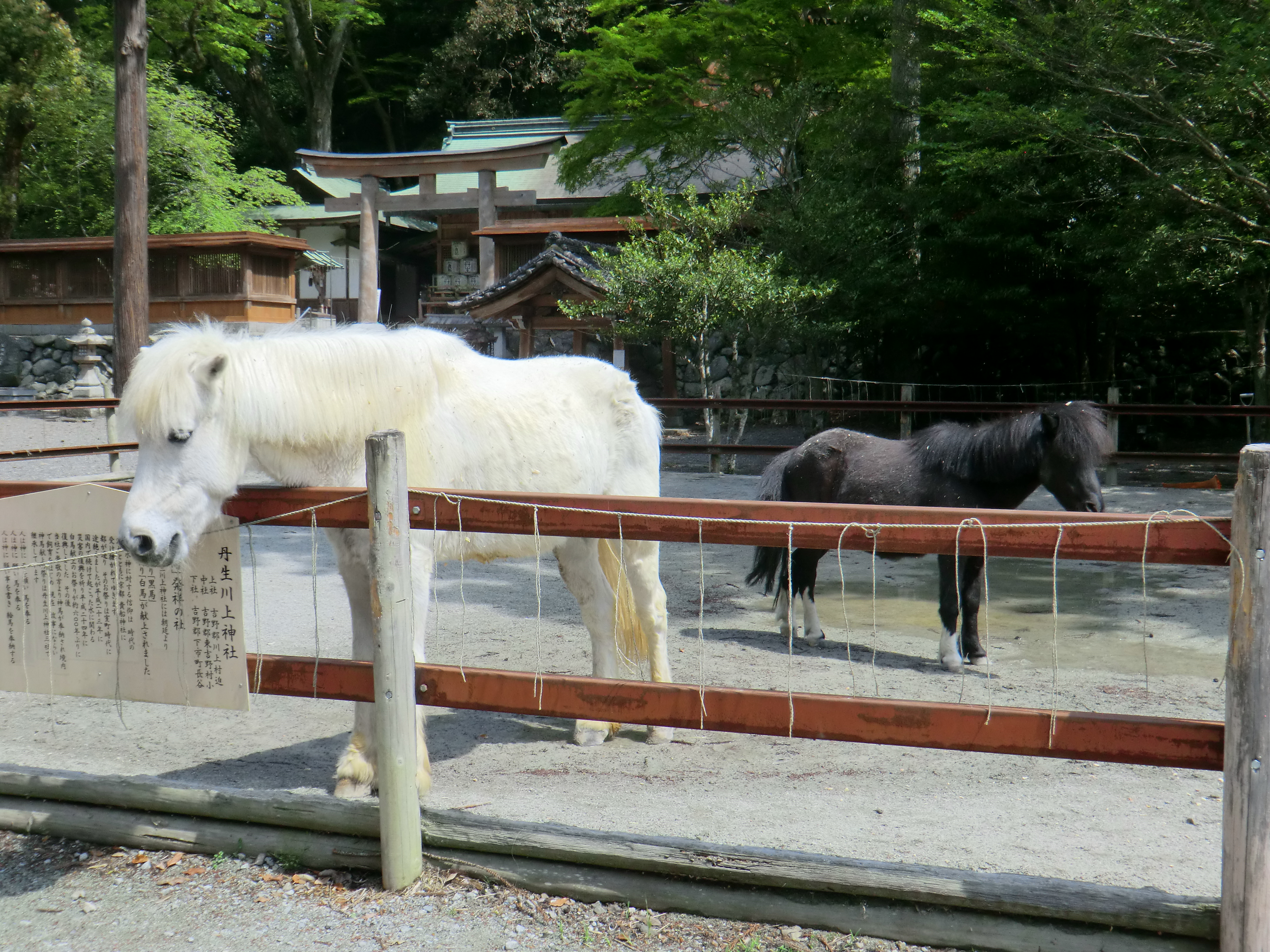
神馬
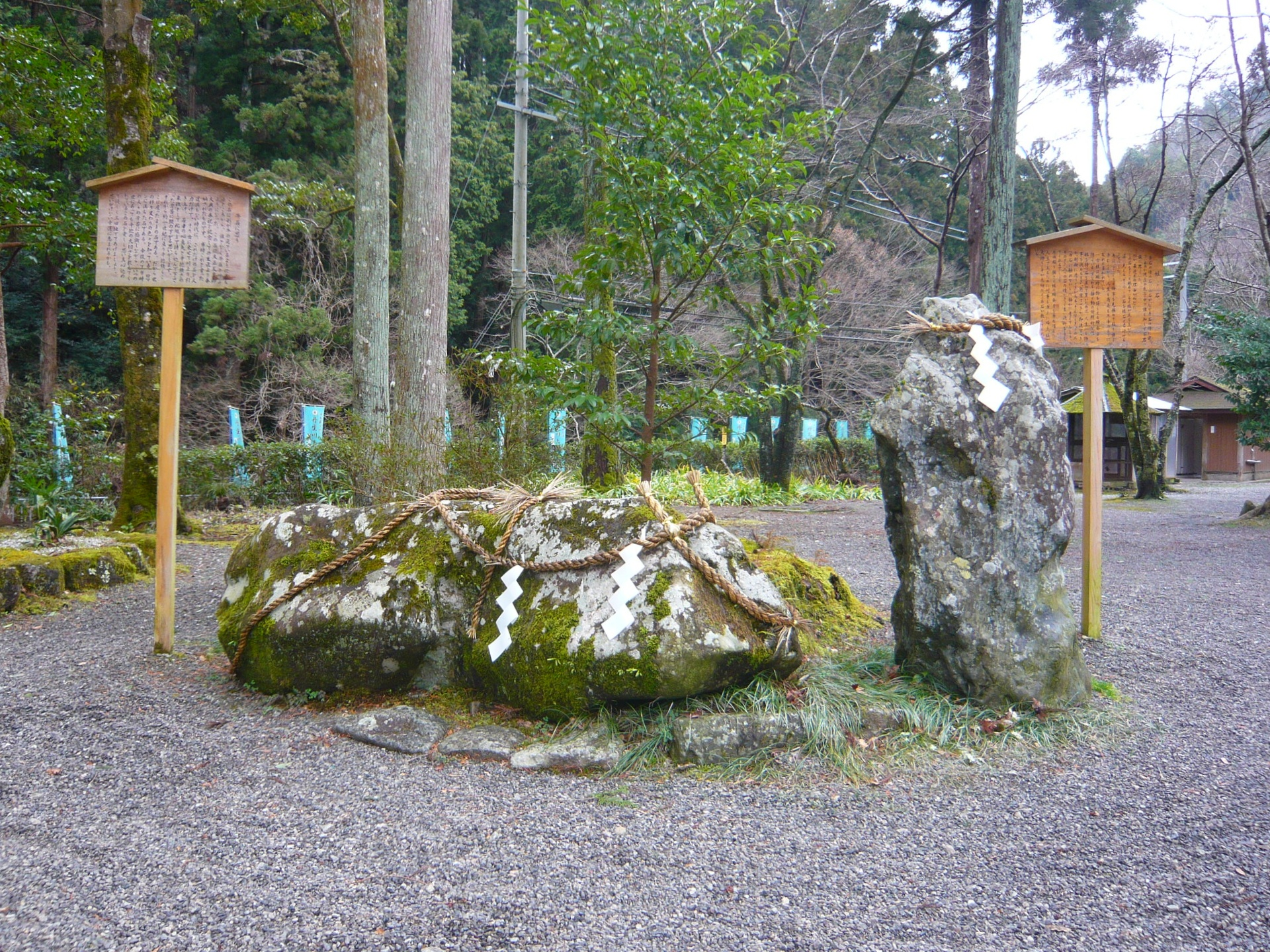
牛石（左）と蛙石（右）
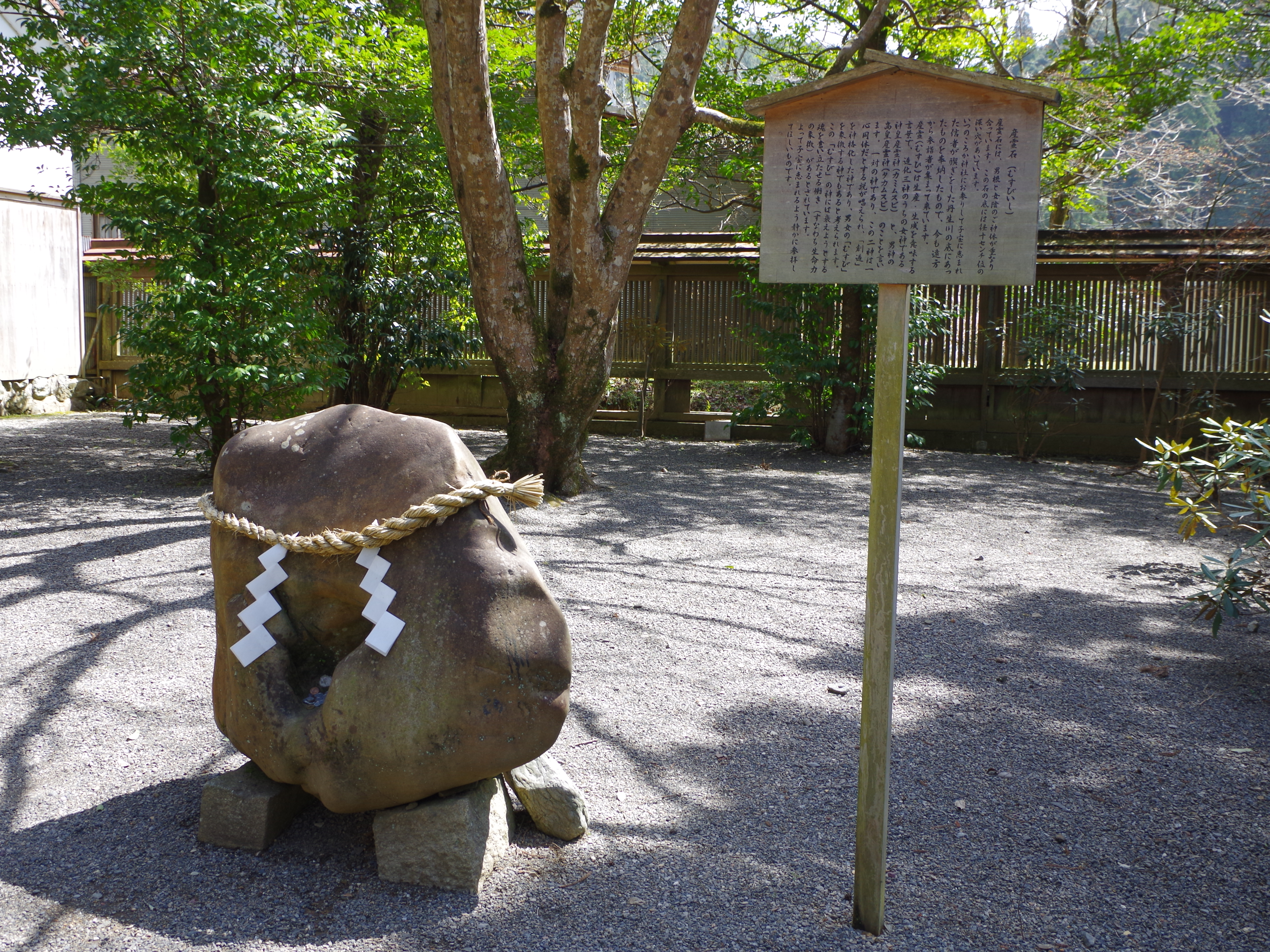
産霊石（むすびいし）
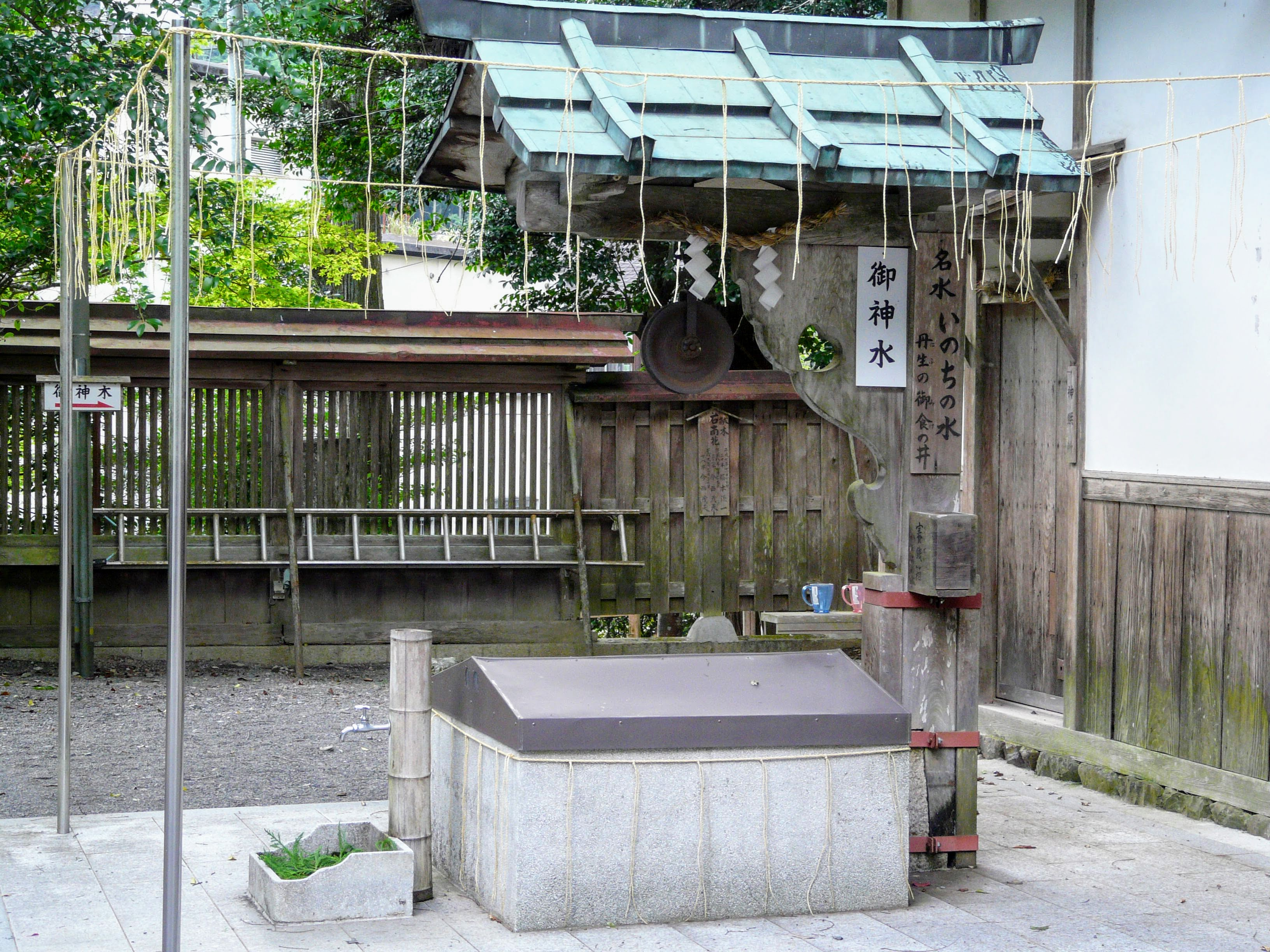
御食の井（御神水）

## 摂末社
- 八幡神社（応神天皇）
- 大山祇神社（大山祇命）
- 稲荷神社（稲荷大神）
- 祖霊社（川上六家の祖霊）

## 主な祭事
- 例祭（6月1日） - 当日氏子の各戸から、「人身御供（ひとみごく）」と称される朴の葉で包んだ鯖の姿鮨が神饌として供えられる風習がある。
- 太鼓（古）踊り - 祈止雨祈願がかなった人々が、喜びのあまり神前に集まって踊ったことに起源を持つと伝える神事芸能があり、平成13年に県の無形民俗文化財に指定された。

## 文化財

### 奈良県指定無形民俗文化財
- 太鼓（古）踊り

## 現地情報
所在地
- 奈良県吉野郡下市町長谷1-1

交通アクセス
- 下市口駅（近鉄吉野線）から、奈良交通バスで「長谷」バス停下車